# Sobór Zwiastowania w Woroneżu
Sobór Zwiastowania – prawosławny sobór w Woroneżu, katedra eparchii woroneskiej.

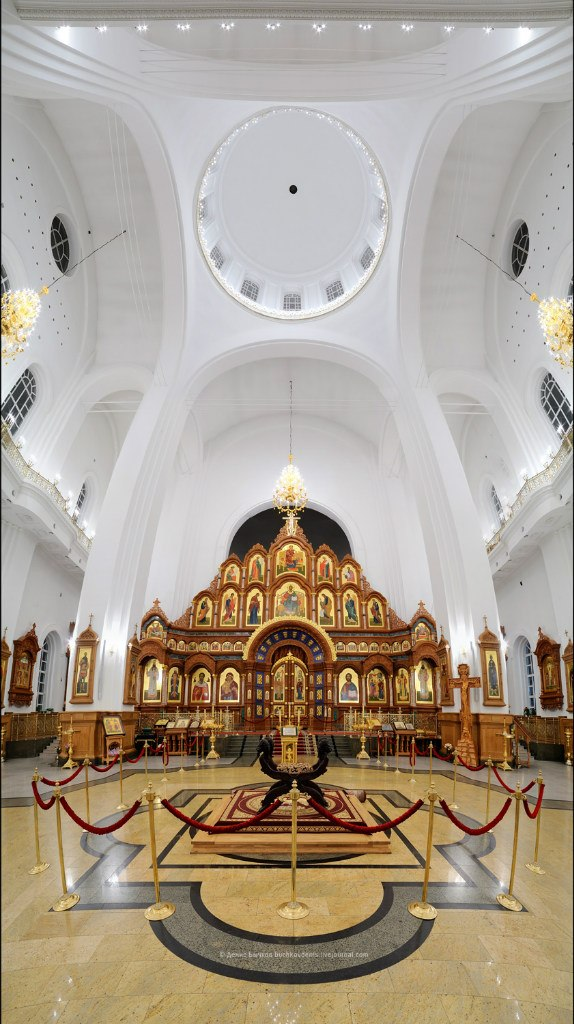
Ikonostas

Pierwsza świątynia tego wezwania powstała w Woroneżu przed 1682, w wymienionym roku została podniesiona do rangi soboru katedralnego nowo erygowanej eparchii woroneskiej. W 1834 przy soborze otwarty został monaster, którego patronem został kanonizowany dwa lata wcześniej pierwszy biskup woroneski Mitrofan. Kompleks klasztorny razem z wymienioną świątynią został zniszczony w okresie stalinowskim.
W 1998 władze Woroneża podjęły decyzję o wzniesieniu nowej świątyni, nawiązującej swoim wezwaniem do soboru zniszczonego w latach 30., na nowym miejscu – przy placu Pierwszego Maja i Prospekcie Rewolucji. Projekt obiektu wykonał W. Szewielew, opierając się na wyglądzie jednej ze zniszczonych cerkwi woroneskich – soborze św. Włodzimierza w Woroneżu, wzniesionego w stylu bizantyjsko-rosyjskim. Miejsce pod budowę obiektu wyświęcił metropolita woroneski i lipiecki Metody.
W 2001 ukończono prace nad główną kopułą cerkiewną, zaś w marcu 2002 na dzwonnicy soboru zawieszono sześciotonowy dzwon. W roku następnym zakończona została budowa dzwonnicy. Regularne nabożeństwa w cerkwi dolnej odbywały się od święta Zwiastowania w r. 2004, zaś w głównym, górnym ołtarzu – od listopada 2009. Wielkiego poświęcenia świątyni dokonał 18 września 2011 patriarcha moskiewski i całej Rusi Cyryl w asyście metropolitów sarańskiego i mordowskiego Warsonofiusza, woroneskiego i borysoglebskiego Sergiusza, emerytowanego schimetropolity kurskiego i rylskiego Juwenaliusza, arcybiskupów kurskiego i rylskiego Germana, biełgorodzkiego i starooskolskiego Jan, orłowskiego i liwieńskiego Pantelejmona, lipieckiego i jeleckiego Nikona, świętogórskiego Arseniusza, boryspolskiego Antoniego, mukaczewskiego i użhorodzkiego Teodora, emerytowanego biskupa jekaterynburskiego Nikona, biskupów archangielskiego i chołmogorskiego Daniela, tambowskiego i miczuryńskiego Teodozjusza, saratowskiego i wolskiego Longina, morawickiego Antoniego, piatigorskiego i czerkieskiego Teofilakta, sołniecznogorskiego Sergiusza, emerytowanego biskupa orłowskiego Hieronima, borisowskiego Beniamina, jużno-sachalińskiego i kurylskiego Tichona oraz elisteńskiego i kałmuckiego Zosimy.
We wnętrzu soboru znajduje się trzyrzędowy ikonostas, wykonany przez członków bractwa Trójcy Świętej w Szczygrach oraz przez archimandrytę Andrzeja (Tarasowa), proboszcza miejscowej parafii. W części ołtarzowej świątyni wykonana została dekoracja mozaiczna, nawiązująca do wystroju konstantynopolitańskiej świątyni Mądrości Bożej: scena przedstawiająca Chrystusa Zbawiciela Tronującego z Matką Bożą i Janem Chrzcicielem.
W 2003 w sąsiedztwie wznoszonego soboru odsłonięty został pomnik świętego biskupa Mitrofana z Woroneża. Relikwie tego świętego zostały w 2009 przeniesione do wznoszonego soboru z soboru Opieki Matki Bożej w Woroneżu.